# Liste des conseillers généraux des Hautes-Pyrénées

## Composition du Conseil Général desHautes-Pyrénées(34 sièges)
| Parti                             | Sigle | Élus |
| --------------------------------- | ----- | ---- |
| Majorité (32 sièges)              |       |      |
| Parti communiste français         | PCF   | 1    |
| Parti Socialiste                  | PS    | 14   |
| Parti radical de gauche           | PRG   | 17   |
| Opposition (2 sièges)             |       |      |
| Union pour un mouvement populaire | UMP   | 2    |
| Président du Conseil Général      |       |      |
| Michel Pélieu (PRG)               |       |      |

## Liste des conseillers généraux du département desHautes-Pyrénées
| Canton                                | Circ | Conseiller général      | Parti         | Série |
| ------------------------------------- | ---- | ----------------------- | ------------- | ----- |
| Arrondissement d'Argelès-Gazost       |      |                         |               |       |
| Canton d'Argelès-Gazost               | 2    | Georges Azavant         | PRG           | 2008  |
| Canton d'Aucun                        | 2    | Marc Léo                | PRG           | 2011  |
| Canton de Lourdes-Est                 | 2    | Josette Bourdeu         | PRG           | 2008  |
| Canton de Lourdes-Ouest               | 2    | José Marthe             | UMP           | 2008  |
| Canton de Luz-Saint-Sauveur           | 2    | Jacques Béhague         | UMP           | 2008  |
| Canton de Saint-Pé-de-Bigorre         | 2    | Jean-Claude Beaucoueste | PRG           | 2011  |
| Arrondissement de Bagnères-de-Bigorre |      |                         |               |       |
| Canton d'Arreau                       | 1    | M. Jean-Louis Anglade   | apparenté PRG | 2011  |
| Canton de Bagnères-de-Bigorre         | 1    | Nicole Darrieutort      | PRG           | 2008  |
| Canton de La Barthe-de-Neste          | 1    | Maurice Loudet          | PS            | 2008  |
| Canton de Bordères-Louron             | 1    | Michel Pélieu           | PRG           | 2011  |
| Canton de Campan                      | 1    | Jacques Brune           | PRG           | 2008  |
| Canton de Lannemezan                  | 1    | Henri Forgues           | PS            | 2008  |
| Canton de Mauléon-Barousse            | 1    | François Fortassin      | PRG           | 2011  |
| Canton de Saint-Laurent-de-Neste      | 1    | Josette Durrieu         | PS            | 2011  |
| Canton de Vielle-Aure                 | 1    | Maryse Beyrier          | PS            | 2011  |
| Arrondissement de Tarbes              |      |                         |               |       |
| Canton d'Aureilhan                    | 3    | Jean Glavany            | PS            | 2011  |
| Canton de Borderes-sur-l'Echez        | 3    | Jean Buron              | PCF           | 2011  |
| Canton de Castelnau-Magnoac           | 1    | Bernard Verdier         | PRG           | 2011  |
| Canton de Castelnau-Rivière-Basse     | 3    | Francis Dutour          | PRG           | 2008  |
| Canton de Galan                       | 1    | Jeanne Dubié            | PRG           | 2008  |
| Canton de Laloubère                   | 2    | Gérard Boube            | PS            | 2008  |
| Canton de Maubourguet                 | 3    | Jean Guilhas            | PS            | 2011  |
| Canton d'Ossun                        | 2    | Robert Vignes           | PRG           | 2011  |
| Canton de Pouyastruc                  | 3    | Marie-Josiane Bédouret  | PS            | 2011  |
| Canton de Rabastens-de-Bigorre        | 3    | Roland Dubertrand       | PRG           | 2008  |
| Canton de Séméac                      | 1    | Guy Dufaure             | PS            | 2008  |
| Canton de Tarbes-1                    | 2    | Jean-Pierre Dubarry     | PS            | 2011  |
| Canton de Tarbes-2                    | 2    | Chantal Robin-Rodrigo   | PRG           | 2011  |
| Canton de Tarbes-3                    | 3    | Frédéric Laval          | PS            | 2008  |
| Canton de Tarbes-4                    | 3    | Virginie Siani          | PS            | 2008  |
| Canton de Tarbes-5                    | 3    | Jean-Claude Palmade     | PS            | 2011  |
| Canton de Tournay                     | 1    | André Fourcade          | PRG           | 2008  |
| Canton de Trie-sur-Baïse              | 1    | Jean-Claude Duzer       | PS            | 2011  |
| Canton de Vic-en-Bigorre              | 3    | Claude Miqueu           | PRG           | 2011  |